# Gentianella saxifragoides
Gentianella saxifragoides là một loài thực vật thuộc họ Gentianaceae. Đây là loài đặc hữu của Ecuador. Môi trường sống tự nhiên của chúng là đồng cỏ nhiệt đới hoặc cận nhiệt đới vùng đất cao.